# Markis (titel)

Krona för en marquess i England

Markis (av franska marquis) är ursprungligen den romanska formen för titeln markgreve  och är engelsk, fransk, italiensk, spansk, och påvlig titel för adelsman med rang mellan hertig och greve. Titeln motsvaras av tyska Markgraf, engelska marquess eller margrave; franska marquis; portugisiska marquês; nederländska markies eller markgraaf; italienska marchese och spanska marqués. Medan titeln Markgraf är känd sedan 800-talet, så är den franskspråkiga varianten marquis känd från senare, och ofta med en annan betydelse, där den ursprungliga funktionen har ersatts av personens status inom adelsväsendet. Om bäraren av titeln är kvinna, kallas hon markisinna.

## Etymologi
Den franska språkformen grundar sig på ordet marche ("gränsland), vilket i sig har ett ursprung från det medeltida latinet marcha ("gränsdistrikt").

## Belgien
Titeln marquess i Belgien föregick och överlevde den franska revolutionen, och används än idag inom nio belgiska ätter, varav de inom fem av dem bara används som titel för huvudmannen (familjens överhuvud) inom ätten.

## Norge
I Norge fanns Markisatet Lista och Markisatet Mandal.

## Storbritannien
Ordet marquess började användas i engelska språket under 1500-talet och en markis i England eller Skottland tilltalas med prefix "The Most Honourable". I vissa brittiska adelsfamilier vilkas huvudman är en hertig, är marquess en hövlighetstitel för äldste sonen (exempelvis är markisen av Lorne hertigen av Argylls äldste son).

## Sverige
Titeln markis har aldrig utdelats i Sverige av svenska kungar, men en svensk, Claes Lagergren, erhöll titeln av påven Leo XIII.